# Вандервелл, Алоха
Алоха Вандервелл (англ. Aloha Wanderwell, 13 октября 1906, Виннипег — 4 июня 1996 Ньюпорт-Бич, настоящее имя — Идрис Галисия Холл) — канадская путешественница, первая женщина, совершившая кругосветное путешествие.

## Биография
Алоха Вандервелл (Идрис Галиция Велш) родилась в 1906 году в Канаде. С детства интересовалась путешествиями ещё, читала приключенческие книги для мальчиков. В Первую мировую войну отчим Алохи вступил в Британскую армию, и вся семья переехала в Европу: сначала в Великобританию, затем Бельгию и остановилась во Франции.
В 1917 году отчим погибает в бою в Ипре. Чтобы дочь не попала в дурную компанию, мать отправила её в монастырский пансион.
Из-за постоянных конфликтов с соседками по комнате и смотрителями её переселили в одиночную комнату.
В 1922 году девушка увидела в газете Paris Herald объявление: «Умная, красивая и в бриджах — всемирный тур для удачливых молодых женщин. Присоединяйтесь к экспедиции!».
Объявление разместил польский эмигрант, искатель приключений и авантюрист Вальтер Вандервелл (настоящее имя — Валериан Йоханнес Печински): сидя в американской тюрьме, решил организовать «Полицию мира» — объединение ответственных граждан, выступающее против войн.
Команда состояла из кинооператор, журналиста, механика и секретаря — его жены.
Однако кинооператор группы заболел, и Уолтер решил в качестве рекламного хода пригласить на эту должность женщину. Он дал объявление в газете, что разыскивает «умную, красивую и в бриджах». Претендентка на вакансию должна была уметь водить автомобиль, снимать кино и два года не выходить замуж.
Ради этой должности Идрис Гальсия Холл (при рождении Уэлш) сбежала из монастыря. Уолтер отказался взять её на работу, когда выяснилось, что Идрис только исполнилось 16 лет, но, поскольку на объявление никто другой не откликнулся, он все же взял её на работу; её стали выдавать за родственницу Уолтера, чтобы избежать проблем на границах.

## Карьера

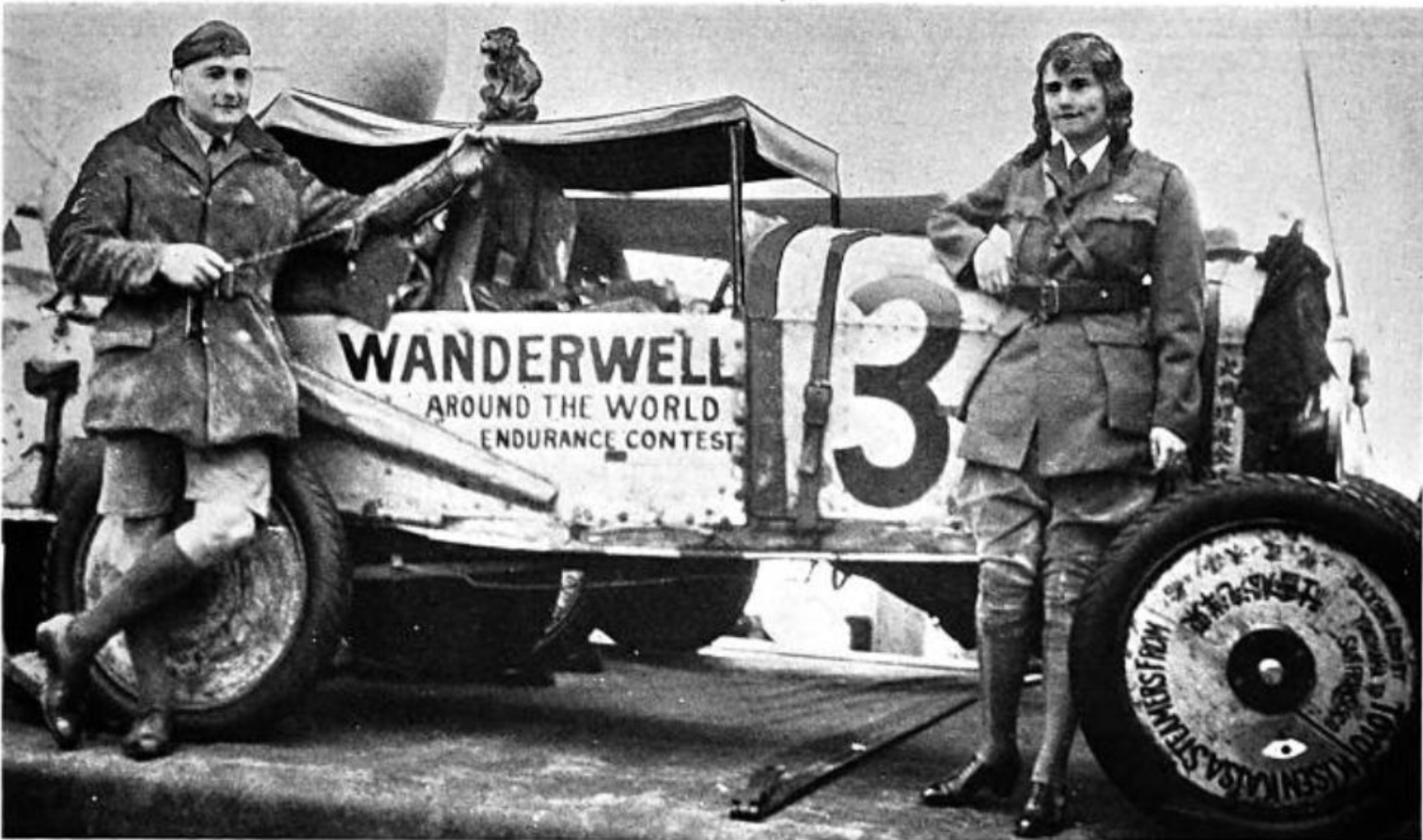
Валтер и Алоха Вандервеллы и их автомобиль форд, 1925 год

### Первая экспедиция
Путешествие началось в Ницце 29 декабря 1922 и закончилось там же, в январе 1927 года. Турне частично спонсировалось Ford Motor Company.
Вандервелл стала первой женщиной, совершившей кругосветное путешествие на автомобиле (Ford Model T).
Команда объездила 43 страны на четырёх континентах: Францию и Германию, Турцию, Египет, Афганистан, Палестину, Индию, Восточную Африку, Индокитай и Сибирь.
Алоха научилась управляться с кинокамерой, снимала фильмы о пробеге, проявляла пленки, устраивала киносеансы (после лекций Вальтера), продавала билеты, вела бухгалтерию, служила переводчиком (знала немецкий, французский, английский и итальянский, и немного китайский и русский), водителем и секретарем.
В Сибири комиссар Красной армии произвел Алоху в «почетного полковника Красной Армии» и даже научил её стрелять из миномёта.
Во время путешествия между Вальтером и Алохой завязался роман; узнав об этом, Нелл Вандервелл подала на развод и вернулась в Америку. 7 апреля 1925 года Алоха и Вальтер поженились, через 9 месяцев у них родилась дочь.

### Встреча с бороро
В 1930/1931 годах Алоха научилась управлять гидросамолетом «Junkers». Когда Вандервеллы отправились в штат Мату-Гросу в Бразилии, где их самолёт приземлился в неисследованной части Амазонки; у них закончилось топливо на реке Парагвай.
Вальтер отправился через джунгли за нужной для ремонта запчастью, а Алоха и ещё один член экспедиции остались среди индейцев бороро. Алоха быстро нашла с индейцами общий язык, и сняла первый фильм об этом племени, который назвала «Полет к бороро из каменного века».
В 1932 году Вальтера Вандервелла застрелил неизвестный. После года траура, Алоха вышла замуж за оператора, Вальтера Бейкера.
Алоха умерла в 1996 году в Калифорнии, в возрасте 90 лет.

## Архивы
Видеозаписи Алохи Вандервелл хранятся в Киноархиве Академии. В Киноархиве Академии сохранились многие из 35-мм нитратных, и 16-мм источников, в том числе редкие кадры 1920-х и 1930-х годов.

## Фильмография
- Car and Camera Around the World
- To See the World by Car
- River of Death
- Cape to Cairo
- Last of the Bororos
- Flight to the Stone Age
- Australia Now
- Victory in the Pacific
- My Hawaii
- Magic of Mexico
- India Now
- Explorers of the Purple Sage